# Ejército Revolucionario Guevarista
El Ejército Revolucionario Guevarista (ERG) Fue un grupo guerrillero de Colombia, disidente del  Ejército de Liberación Nacional (ELN) operó entre 1993 y 2008, en los departamentos del Chocó, Norte del Valle del Cauca, Risaralda, Caldas, Tolima y Noroccidente de Antioquia durante el Conflicto armado interno de Colombia. Llegó a tener cerca de 400 integrantes en el 2000.   

## Historia
El grupo nació como una unidad del ELN llamada Frente Ernesto Che Guevara, esto en 1984 y fue adscrita al frente de Guerra Noroccidental. Su comandante era Olimpo de Jesús Sánchez Caro. Después de diferencias sobre un posible cese al fuego el ERG se formó en 1992 por los hermanos Jesús Sánchez Caro. y Lizardo Sánchez Caro como una rama del ELN, de la cual se escindieron del 'Frente Ernesto Che Guevara' de este grupo armado por choques ideológicos y desacuerdo en negociaciones con el ELN. El grupo fue conocido por el reclutamiento de menores de edad en sus filas. Fue nombrado e inspirado en el argentino Che Guevara por su enfoque radicalizado del cambio social, y la preferencia por la lucha armada. 

### Actividad armada
En los 15 años de actividad armada, el grupo fue responsable de haber matado a 90 miembros de las fuerzas de seguridad.
En 1997, el grupo supuestamente pidió $500.000 en rescate por seis personas que el grupo secuestró de un helicóptero comercial en Antioquia. El helicóptero estaba cargado con explosivos y, según los informes, el grupo colocó minas en el lugar donde se llevaron a las personas. Tres de los secuestrados fueron recuperados el 30 de julio, ilesos, y el grupo entregó el helicóptero a las tropas colombianas.
Posiblemente los ataques más mortíferos de la guerrilla fueron una emboscada a una patrulla del Ejército Nacional con 6 soldados y 12 civiles muertos en 1994, otro ataque en el mismo lugar en el 2000, con 5 policías muertos, esto en la vía Quibdó-Tadó.
El 27 de julio de 2000 (algunas fuentes afirman que el secuestro ocurrió el 25 de julio), hombres armados del ERG secuestraron a un miembro de Médicos Sin Fronteras. Después de 88 días, el voluntario de Médicos sin Fronteras, Ignacio de Torquemada, fue liberado del cautiverio. El médico informó que la mayoría de sus secuestradores tenían entre 15 y 20 años. En particular, se le citó llamándolos un grupo de "muchachos".La ONG precisó que no se pagó ningún rescate a cambio de la liberación del trabajador humanitario.
El 21 de agosto del 2001 Joseph Stocker, un ingeniero sueco, fue secuestrado por el ERG. Según los informes, Stocker estaba de vacaciones durante el tiempo que tuvo lugar el secuestro, ocurrido en la localidad de Carmen de Atrato, en el departamento de Chocó. El ERG pedía un rescate de alrededor de 2 millones de dólares. Durante los años que estuvo activa la guerrilla, el secuestro fue unas de sus principales fuentes de ingreso.
A finales de 2002, el ERG clamó combatir junto con el ELN y las FARC-EP contra algunos grupos paramilitares en la zona norte de Risaralda, sin que autoridades hallan corroborado el número total de fallecidos o heridos.
Otro ataque mortífero del ERG fue una emboscada realizada en la carretera Tadó-Pereira, en el sitio conocido como Aguaclara-La Arrastradera, en el que murieron 10 miembros del Escuadrón Móvil de Carabineros (Emcar), y dejando más cuatro heridos. Este cuerpo de la policía es especialista en operaciones rurales y de contrainsurgencia. En este ataque se cree que el ERG actuó junto con las FARC y el ELN, conmocionando a la opinión pública por la crudeza del ataque. No fue hasta el 17 de diciembre de 2005, cuando el ERG llevó a cabo un ataque conjunto contra la Policía Nacional de Colombia en el pueblo de San Marino, con los dos grupos más grandes que mataron al menos a seis policías.
El 9 de febrero de 2007, el capitán Leornardo Nur, del Ejército Nacional Colombiano fue rescatado (siendo encontrado encadenado a un árbol), luego de tres años por el grupo, posteriormente fue liberado. Inicialmente el capitán fue capturado en mayo del 2003, durante un ataque realizado por la guerrilla. Las autoridades mencionaron que mientras Nur se encontraba en cautiverio sufrió psicológicamente, por lo que su recuperación tomaría de bastante tiempo.

## Juicios y condenas
A pesar de ser una rama del ELN y emplear tácticas como el secuestro, el ERG no fue designado ni vigilado como organización terrorista por Estados Unidos, Reino Unido, la Unión Europea, Australia o Canadá, solo por el Gobierno de Colombia.
El 30 de agosto del 2016 cuando José Fernando González Brand, fue condenado por el delito de secuestro extorsivo, esto por la privación de la libertad de Ignacio de Torquemada. Este fue el primer caso en ser cerrado bajo la Ley de Justicia y Paz. Junto a él fueron sentenciados otros 19 guerrilleros por 1775 delitos cometidos en Antioquia, Chocó, Risaralda, Tolima y Caldas.

### Desmovilización
El 21 de agosto de 2008 el grupo se desmovilizó y llegaron a un acuerdo con el Gobierno colombiano y cesaron sus actividades en el Alto Guaduas, vereda del Carmen de Atrato (Chocó). El ERG tenía 45 personas en el día de su desmovilización. En 2016 fue condenado su máximo comandante a 12 años de prisión por secuestro. Según lo relatado por algunas guerrilleras, llegaron a ser forzadas a realizarse abortos. Si bien los estatutos del ERG permitían las relaciones entre los combatientes, prohibía expresamente a las mujeres quedar en embarazo, señalaban los riesgos que ello implicaba para una tropa en constante confrontación con las fuerzas del Estado.